# Mrtvašnica
Mrtvašnica je zgradba ali prostor za skladiščenje človeških trupel, ki čakajo na identifikacijo, odpremo za obdukcijo ali odstranitev z zakopavanjem, upepelitvijo ali kako drugače. Danes trupla mrtvih jih shranjujejo v hladilnih komorah zaradi upočasnjevanja razkroja.
Oseba, pristojna za obdelavo, premikanje in čiščenje teles, je mrtvaški spremljevalec ali obdukcijski tehnik.

## Vrste hladilnih komor
Obstajata dve vrsti mrtvaških hladilnih komor.
1. Komora za pozitivno temperaturo
Organi in telesa, ki se vzdržujejo v mejah med 2 °C in 4 °C. Komora za pozitivno temperaturo se običajno uporablja za shranjevanje organov do nekaj tednov. Pri tej temperaturi se razkroj organov oziroma telesa upočasni.
2. Komora za negativno temperaturo - zamrzovalnik
Organi in telesa, ki se vzdržujejo v mejah med –10 °C in –50 °C. Komora za negativno temperaturo se uporabljajo v forenzičnih ustanovah, še posebej, kadar identifikacija organa ali telesa ni bila ugotovljena. Pri teh temperaturah je organ ali telo povsem zamrznjen in je verjetnost za razgradnjo občutno manjša. 

## Mrtvašnice po svetu
V nekaterih državah je telo umrlega balzamirano namesto pokopano, zaradi česar te države hladilnih komor ne potrebujejo.
V mnogih državah mora družina pokojnega pogreb urediti v 72 urah (treh dneh) po smrti, vendar pa v nekaterih drugih državah (v nekaterih delih Afrike) je običajno, da se pokop zgodi nekaj tednov ali mesecev po smrti. To je razlog za dolgo hranitev nekaterih trupel (tudi do dve leti) v bolnišnici ali v pogrebnem zavodu. Ko ima družina dovolj denarja za organizacijo pogrebne slovesnosti, prevzamejo mrliča iz pogrebnega zavoda, katerega so hranili v hladilni komori. Nekatere mrtvašnice imajo tudi ostalo potrebno infrastrukturo za ravnanje z mrliči. 

### Čakalne mrtvašnice
Pred široko uporabo modernih metod preverjanja smrti so se ljudje bali, da bi ljudi žive pokopali. Za zmanjševanje teh strahov so ustanovili mrtvašnice s čakalnicami, kjer bi svojci pazili na morebitne znake življenja domnevno umrlega. Čakalne mrtvašnice so bile najbolj priljubljene v 19. stoletju v Nemčiji, v njeh so bile pogosto velike, bogato okrašene dvorane. Uporabljale so zvonce, ki so bili napeti do trupla in naj bi opozarjal na kakršne koli premike trupla. Čeprav primer, ki bi ga rešil zvonec, ni zabeležen, pa iz tega izvira rek »Rešil ga je zvonec.«